# Накоряково
Накоря́ково (рос. Накоряково) — село у складі Нижньосергинського району Свердловської області. Входить до складу Кленовського сільського оселення.
Населення — 357 осіб (2010, 436 у 2002).
Національний склад станом на 2002 рік: росіяни — 69 %.